# Pacific Coast Championships 1978
Il Pacific Coast Championships 1978 è stato un torneo di tennis giocato sul sintetico indoor. È stata la 89ª edizione del Pacific Coast Championships, che fa parte del Colgate-Palmolive Grand Prix 1978. Si è giocato a San Francisco negli Stati Uniti, dal 25 settembre al 2 ottobre 1978.

## Campioni

### Singolare
John McEnroe ha battuto in finale  Dick Stockton con il punteggio di 2–6, 7–6, 6–2

### Doppio
Peter Fleming /  John McEnroe hanno battuto in finale  Bob Lutz /  Stan Smith con il punteggio di 5–7, 6–4, 6–4